# La notte della svastica
La notte della svastica (Swastika Night) è un romanzo di fantascienza distopica della scrittrice britannica Katharine Burdekin, scritto sotto lo pseudonimo di Murray Constantine e pubblicato per la prima volta nel 1937. Il libro fu selezionato dal Left Book Club nel 1940. 
Il romanzo è ispirato dall'affermazione di Adolf Hitler secondo cui il nazismo avrebbe creato un "Reich millenario". 
Il romanzo è stato dimenticato per molti anni, fino a quando non è stato ripubblicato nel 1985, quando venne anche accerta la vera identità dell'autrice. Negli anni successivi è stato tradotto in varie lingue.
Lo storico letterario Andy Croft l'ha definito "la più originale di tutte le tante distopie antifasciste della fine degli anni trenta".

## Trama
Lontano futuro, in un mondo in cui i nazisti e l'Impero Giapponese hanno sconfitto i loro nemici e conquistato il mondo (vincendo un'ipotetica seconda guerra mondiale non ancora scoppiata all'epoca della pubblicazione del romanzo). Alfred, il protagonista, è un inglese sulla trentina che lavora come meccanico di terra per l'Impero tedesco all'Aerodromo di Salisbury. Alfred si reca in Germania in pellegrinaggio per vedere i luoghi sacri dell'hitlerismo, la religione di questo mondo dominato dai nazisti. Tra i luoghi che visita vi sono la foresta sacra e l'aereo sacro di Monaco con cui Hitler vinse la guerra - si dice - volando personalmente a Mosca. In questo mondo, Hitler è descritto come un uomo alto sette piedi, con lunghi capelli biondi e occhi azzurri, che venne “esploso” dalla testa del Dio del Tuono ed era a sua volta un dio a pieno titolo. Viene predicato dai "Cavalieri" (un incrocio tra il tradizionale cavaliere feudale e un prete) che tramandano questo lavoro di padre in figlio. 
Quando Alfred giunge al villaggio del suo amico nazista Hermann, incontra il Cavaliere locale, un vecchio di nome Friedrich von Hess, di cui Hermann lavora la terra. Il cavaliere rivela ad Alfred come la storia sia stata distorta da un uomo che anche di fronte alla verità ha proclamato Hitler un dio. Quest'uomo scrisse un libro che fece bruciare ai nazisti tutto ciò che contraddiceva il fatto - anche il libro stesso - e anche tutto ciò che rivelava la vita prima dell'impero o durante la vita di Hitler. Un antenato di von Hess scrisse la verità e affidò il segreto ai suoi discendenti e inoltre ottenne e conservò un'immagine di Hitler e di una giovane donna bionda, che Alfred all'inizio scambia per Hitler. Questo convince il già scettico Alfred che Hitler non era un dio, vedendo che Hitler era in effetti solo un piccolo uomo dai capelli castani con la pancia. 
Alfred poi giura di riportare le donne a come dovrebbero essere, poiché esse sono state fatte diventare brutte, con la testa rasata e nessun rispetto di sé, venendo usate esclusivamente per la riproduzione; sono tutte segregate in un luogo a parte, da dove non possono scappare e sono considerate poco più che animali. Giura anche che insegnerà ciò che è nel suo libro ai suoi compagni inglesi e ad altri, in modo che alla fine possano causare la frantumazione dell'Impero tedesco mentre la convinzione che lo tiene insieme cade a pezzi. Insiste sul fatto che deve essere una ribellione ideologica e spirituale, poiché una ribellione violenta verrebbe schiacciata dagli eserciti di occupazione dei tedeschi. Il lettore può anche rendersi conto che una ribellione violenta aderirebbe solo alle convinzioni hitleriane di violenza e forza. 
Verso la fine del romanzo Alfred torna in Gran Bretagna con il libro, dove inizia a insegnare a suo figlio con esso. Poche settimane dopo avere finito il libro Alfred, suo figlio ed Hermann (che ha seguito Alfred in Gran Bretagna) vengono quasi catturati dai soldati nazisti. Mentre Fred (il figlio di Alfred) fugge con il libro, Hermann e Alfred vengono scoperti, dopodiché Hermann attacca i soldati e viene ucciso. Dopo questo accaduto, i soldati cercano di scoprire la ragione della presenza di Hermann e Alfred, ma senza successo. Un soldato poi prende a calci il cadavere di Hermann, facendo impazzire Alfred dalla rabbia e facendogli perdere i sensi; il pestaggio è così grave che Alfred si sveglia in ospedale due giorni dopo e arriva a parlare con Fred un'ultima volta per continuare il suo lavoro poco prima di morire per le ferite.

## Accoglienza
John Clute ha descritto La notte della svastica come "una feroce anatomia femminista della guerra, del sessismo e del potere" ed elenca il romanzo tra i "titoli classici" della fantascienza tra le due guerre. Adam Roberts ha scritto che "La storia prebellica di Burdekin si legge come orribilmente preveggente e la sua enfasi femminista [...] fornisce una critica estremamente valida del fascismo". Lo storico letterario Andy Croft l'ha definito "la più originale di tutte le tante distopie antifasciste della fine degli anni trenta".

## Edizioni
- (EN) Swastika Night, 1937.
- (EN) Swastika Night, Old Westbury, Feminist Press, 1985, ISBN 0-935312-56-0.
- La notte della svastica, traduzione di Daniela Della Bona, Prefazione di Carlo Pagetti, Collana I Grandi, Roma, Editori Riuniti, 1993, ISBN 978-88-359-3740-1.
- La notte della svastica, traduzione di Alfonso Geraci, Nota di Domenico Gallo, Collana La memoria n.1157, Sellerio, 2020, ISBN 978-88-389-4024-8.

### Approfondimenti
- Everett Bleiler, The Checklist of Fantastic Literature, Chicago, Shasta Publishers, 1948,  p. 83.